# Platysace xerophila
Platysace xerophila är en flockblommig växtart som först beskrevs av Ernst Georg Pritzel, och fick sitt nu gällande namn av Lawrence Alexander Sidney Johnson. Platysace xerophila ingår i släktet Platysace och familjen flockblommiga växter. Inga underarter finns listade i Catalogue of Life.